# Уайт, Барри
Ба́рри Уа́йт (англ. Barry White, при рождении Ба́рри Ю́джин Ка́ртер, англ. Barry Eugene Carter; 12 сентября 1944, Галвестон — 4 июля 2003, Лос-Анджелес) — американский певец в стиле ритм-энд-блюз, пик популярности которого пришёлся на середину 70-х годов.
За время карьеры Уайта в музыкальном бизнесе, его альбомы 106 раз становились золотыми, 41 из них получили также платиновый статус. 20 синглов стали золотыми, 10 — платиновыми, их продажи превысили 100 миллионов копий. Он является одним из самых продаваемых исполнителей всех времен. Обладатель 3 премий «Грэмми». На его музыку повлияли Рэй Чарльз, Арета Франклин и Элвис Пресли.

## Биография
Взрослая жизнь Уайта начиналась весьма оригинально: в возрасте 15 лет он получил 4 месяца тюрьмы за кражу шин «Кадиллак» стоимостью в 30 000 долларов. В то же время Барри рано начал проявлять интерес к музыке. Он сам научился игре на фортепиано, а также пел в детском церковном хоре (обычное начало карьеры для большинства американских исполнителей соул и джаза). В школе он сформировал группу под названием «The Upfronts». Их первым релизом стала песенка под названием «Little Girl» в 1960 году, вышедшая сразу по возвращении Уайта из мест заключения.
Несмотря на то, что у Барри был красивый низкий баритон, он больше видел себя в качестве продюсера и композитора, нежели в качестве певца. Эта группа так и не добилась коммерческого успеха, но все-таки музыканты умудрялись зарабатывать на жизнь концертами. В середине 60-х годов Уайт продюсировал и писал песни для исполнителей лейблов Bronco и Mustang, был аранжировщиком Виолы Уиллс и Фелис Тэйлор. У Барри всегда были чутье на музыку и огромный талант, хотя он так никогда и не выучил нотной грамоты.
В 1969 году он все ещё работал на Mustang, где и встретил Дайану Парсонс и сестер Линду и Глодин Джеймс, которые стали солистками созданного Уайтом «Love Unlimited Orchestra», а Глодин 4 июля 1974 года стала и женой Уайта. Барри стал продюсером трёх исполнительниц и устроил им контракт с UNI Records, где они записали удачный первый сингл «Walkin' In The Rain With The One You Love». В марте 1972 года сингл разошёлся миллионным тиражом.
После того, как он поработал сопровождающим менеджером девушек в многомесячном туре, он решил записать две композиции с мужским вокалом: «I’ve Got So Much To Give» и «I’m Gonna Love You Just A Little More, Baby», настаивая на том, чтобы песни исполнял другой певец. Сцена была не тем местом, где Уайт мечтал очутиться более всего. Однако духовный наставник Барри, Ларри Нуньес, убедил его, что никто не сможет исполнить эти песни лучше, чем сам Уайт. В следующем году Барри и «Love Unlimited» подписали контракт с 20th Century Records, где их первый сингл, «I’m Gonna Love You Just A Little More, Baby», занял 3-е место в R&B чарте и 3-е место в поп-чарте, а также стал золотым (впрочем, как и альбом «I’ve Got So Much To Give»). А в 1974 году Уайт вместе с «Love Unlimited» записывает инструментальную композицию «Love’s Theme», которая вновь занимает 1-е место, удерживая его в течение многих недель.
По мнению многих исследователей диско-стиля в музыке, именно «Love’s Theme» является первой классической композицией, написанной в стиле диско и получившей огромную популярность. Композиция заняла также 10-е место в R&B чарте. Уайт уверенно шёл по пути к успеху. На протяжении семидесятых Уайт создавал прекрасные образцы легкой оркестрованной музыки и эротичных, глубоких диско-соул композиций, таких, как «Never Never Gonna Give You Up», «Can’t Get Enough Of Your Love, Babe», «You’re The First, The Last, My Everything» (впоследствии использованную в рекламе кофе Jacobs Monarch), «It’s Ecstasy When You Lay Down Next To Me», «Playing Your Game, Baby» и «Your Sweetness Is My Weakness».
В 1979 году он подписал контракт на 8 миллионов долларов с CBS/Columbia Records и основал свой собственный лейбл Unlimited Gold. Падение популярности диско повлекло за собой и спад в карьере Уайта. В 1987 году он вернулся с альбомом «The Right Night and Barry White», сингл с которого «Sho' You Right» занял 17-е место в R&B чарте.
Успешное возвращение было закреплено в 1989 году взрывной композицией «The Secret Garden (Sweet Seduction Suite)». В 1991 году вышел следующий альбом «Put Me In Your Mix», вновь оказавшийся в верхних строчках чартов. В 1994 году вышел занявший 1-е месте в R&B чарте альбом «The Icon Is Love» (сингл «Practice What You Preach» также занимал 1-е место в R&B чарте в течение 3 недель, а в поп-чарте добрался до 18-го места). В декабре 1999 года Уайт выпустил автобиографическую книгу «Love Unlimited» («Безграничная любовь»).
Рассказывая о себе от третьего лица, Барри пишет: «Барри Уайту очень повезло, что он вышел из гетто — без образования, без денег, без всего — и повезло достичь того уровня, на который он, в конце концов, вышел. Музыка подарила мне самое главное — множество друзей по всему миру. Я достиг большого успеха, и извлёк для себя из этого успеха всё. И я горжусь этим». Когда его спросили о том, что же он считает своим главным достижением, Уайт сказал: «Отличный от всех остальных звук, постоянство и мое кредо — всегда оставаться честным в своём искусстве. Я надеюсь, что именно поэтому меня будут помнить…»
Уайт, большую часть своей взрослой жизни страдавший ожирением и, как следствие этого, повышенным кровяным давлением, осенью 2002 года заболел почечной недостаточностью, от которой и скончался 4 июля 2003 года (перед этим перенеся в мае инсульт). Последними его словами стали: «Оставьте меня в покое, я в порядке». Его тело было кремировано, и пепел был развеян семьей у берегов Калифорнии.
На церемонии, состоявшейся в Нью-Йорке 20 сентября 2004 года, Уайт был посмертно введён в Зал славы танцевальной музыки.
Стал прототипом Джерома «Шефа» Макэлроя из мультсериала «South Park» и Медведя Барри из мультфильма «Злые бобры».

## Дискография
| Год  | Альбом                                          | Лейбл          |
| ---- | ----------------------------------------------- | -------------- |
| 1973 | I’ve Got So Much to Give                        | 20th Century   |
| 1973 | Never, never gonna give you up                  | 20th Century   |
| 1973 | Stone Gon'                                      | 20th Century   |
| 1974 | Can’t Get Enough                                | 20th Century   |
| 1974 | Together Brothers                               | 20th Century   |
| 1975 | Just Another Way to Say I Love You              | 20th Century   |
| 1976 | Is This Whatcha Wont?                           | 20th Century   |
| 1976 | Let the Music Play                              | 20th Century   |
| 1977 | Barry White Sings for Someone You Love          | 20th Century   |
| 1978 | My Musical Bouquet                              | 20th Century   |
| 1978 | The Man                                         | 20th Century   |
| 1979 | I Love to Sing the Songs I Sing                 | 20th Century   |
| 1979 | Super Movie Themes: Just a Little Bit Different | 20th Century   |
| 1979 | The Message Is Love                             | Priority       |
| 1980 | Sheet Music                                     | Unlimited Gold |
| 1981 | Barry & Glodean                                 | Priority       |
| 1981 | Beware!                                         | Epic           |
| 1982 | Change                                          | Priority       |
| 1983 | Dedicated                                       | Priority       |
| 1987 | The Right Night & Barry White                   | A&M            |
| 1989 | The Man Is Back!                                | A&M            |
| 1991 | Put Me in Your Mix                              | A&M            |
| 1994 | The Icon Is Love                                | A&M            |
| 1999 | Staying Power                                   | Private Music  |
| 2000 | Your Heart and Soul: The Love Album             | Prism Leisure  |
| 2007 | An Evening with Barry White [live]              | Eagle          |